# Castello baronale di Felline
Il castello Bonsecolo di Felline è una struttura fortificata difensiva del comune di Alliste, sita nella frazione da cui prende il nome.

## Storia
Il castello fu costruito sulla cima della collina di Felline nel XII secolo da parte della famiglia Bonsecolo. Terminato il periodo delle guerre, il castello fu usato come struttura gentilizia dalla famiglia dei Tolomei (XVI secolo),dei Pignatelli. Nel '900 subì restauri.

## Descrizione
Il castello in origine era circondato da mura, demolite per costruzioni civili. Si tratta di una struttura quadrangolare con due ordini di torri: sulla facciata quadrangolari, e sulla parte posteriore circolari. Il corpo centrale si divide in due settori: quello primario è maggiore, decorato da balconata, un tempo usata per gli attacchi di difesa con i cannoni.
Sia la balconata, che le quattro torri furono abbellite in epoca gentilizia con bugne e beccatelli. Ciò vale anche per il portale ad arco a tutto sesto.
L'interno è ornato da cortile semplice e piani nobili.
Le grandi sale del piano nobile recano una decorazione ad affresco, attualmente ricoperta da uno strato di scialbo.
Il castello oggi è in parte di proprietà privata, in parte di proprietà pubblica. Una parte di questa è usata come ufficio Postale. La parte privata è in condizioni fatiscenti.